# Gunnar Gotemark

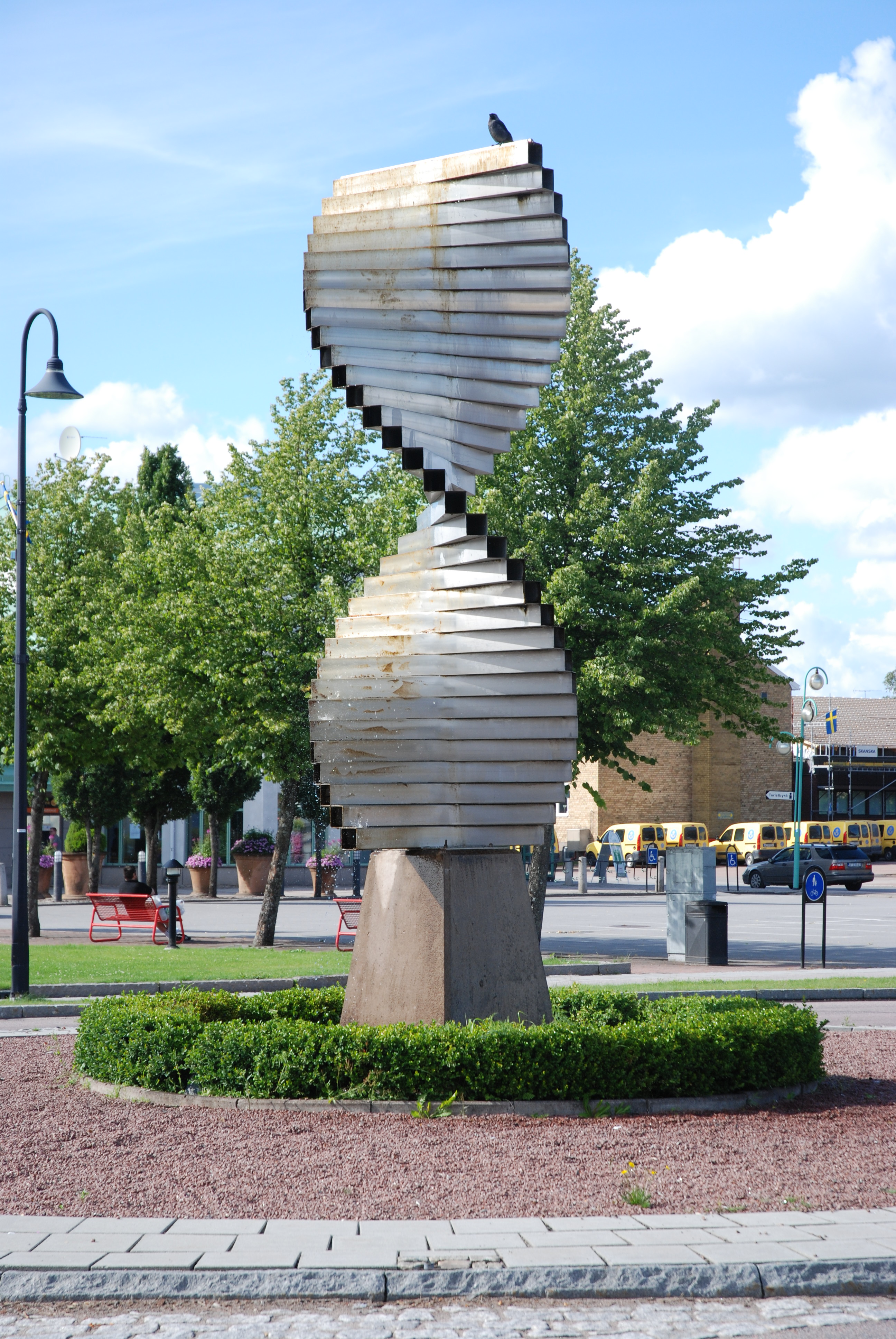
Rörelse i Smålandsstenar, 1981

Karl Gunnar Gotemark, född 10 juni 1922 i Limmared, död 11 oktober 2009, var en svensk målare, skulptör och trollkarl.
Gunnar Gotemark debuterade som trollkarl 1936 Limmareds folkpark.  Han var gjutmästare på Skeppshults Gjuteri AB vid sidan av måleri och skulptur. Han formgav också Skepphults gjuteris kryddkvarn.

## Offentliga verk i urval
- Samspel, 1971, Smålandsstenar
- Rörelse, 1981, rostfritt stål, Smålandsstenar
- Glasblåsarna, brons, 1988, utanför servicehuset Glimringe i Limmared